# 川島秀成
川島 秀成（かわしま ひでなり、1974年10月10日 - ）は、福井放送 (FBC) のアナウンサー。
茨城県土浦市出身。明治学院大学を卒業後、1998年にFBCに入社。

## 人物
自称「平成のバンコラン」。
扮装が好きで、自身の担当番組『夕方いちばんプラス1』にOLや幼稚園児の格好をして登場したことがある。
小学生のころから『ズームイン!!朝!』を見ていたため、当時キャスターを務めていた人物に研修などで会うと必ず写真を撮ってブログにアップしている。過去に堤信子（当時福岡放送）や森きっこ（当時静岡第一テレビ）などの写真がアップされた。ちなみに川島自身のズームインデビューは2006年7月20日、福井市で発生した土砂崩れの現場からの中継であった。

## 担当番組

### FBCテレビ
- おじゃまっテレ ワイド&ニュース - 水曜 - 木曜メインキャスター
- ふれあい若狭 - ナレーター
- FBCニュース (不定期）

## 過去の担当番組

### FBCテレビ
- 県民サロン[4]
- 日曜スペシャル リサーチ35調査隊が行く！[5]
- 夕方いちばんプラス1[3]
- おはようふくい730[3] - 不定期出演
- 福井夢応援プロジェクト ドリーマーズ[6]
- Newsリアルタイムふくい[3]
- ズームイン!!SUPER[7] - 福井担当キャスター
- おじゃまっテレ - 17時台MC

### FBCラジオ
- ポップスタイム
- 土曜の朝です 気分はドーヨ[4]
- どぉ〜ンと土曜日 - パーソナリティ（2006年4月 - 2007年3月）
- 情熱Night! - 月曜パーソナリティ

## 出演映画
- ごくせん THE MOVIE（2009年、東宝）[8]
- 旅の贈りもの 明日へ（2012年、キノフィルムズ）[9] - 同局アナウンサーの森本茂樹と伊藤裕樹もエキストラで出演している。